# Чиктевага (містечко, Нью-Йорк)
Чиктевага (англ. Cheektowaga) — місто (англ. town) в США, в окрузі Ері штату Нью-Йорк. Населення — 89 877 осіб (2020).

## Демографія
Згідно з переписом 2010 року, у місті мешкало 88 226 осіб у 39 325 домогосподарствах у складі 23 477 родин. Було 41892 помешкання
Расовий склад населення:
| - 88,1 % — білих - 8,0 % — чорних або афроамериканців - 1,5 % — азіатів - 0,3 % — корінних американців |

До двох чи більше рас належало 1,5 %. Частка іспаномовних становила 2,2 % від усіх жителів.
За віковим діапазоном населення розподілялося таким чином: 18,6 % — особи молодші 18 років, 61,7 % — особи у віці 18—64 років, 19,7 % — особи у віці 65 років та старші. Медіана віку мешканця становила 43,2 року. На 100 осіб жіночої статі у місті припадало 88,9 чоловіків;  на 100 жінок у віці від 18 років та старших — 86,0 чоловіків також старших 18 років.
Середній дохід на одне домашнє господарство  становив 61 361 долар США (медіана — 50 868), а середній дохід на одну сім'ю — 72 873 долари (медіана — 64 323). Медіана доходів становила 46 651 долар для чоловіків та 40 089 доларів для жінок. За межею бідності перебувало 10,7 % осіб, у тому числі 16,9 % дітей у віці до 18 років та 8,6 % осіб у віці 65 років та старших.
Цивільне працевлаштоване населення становило 45 071 особа. Основні галузі зайнятості: освіта, охорона здоров'я та соціальна допомога — 24,8 %, роздрібна торгівля — 12,7 %, виробництво — 11,6 %.